# Iglesia de Santa Bárbara (Peñarroya-Pueblonuevo)
La iglesia de Santa Bárbara es un templo católico situado en el municipio español de Peñarroya-Pueblonuevo, en la provincia de Córdoba, comunidad autónoma de Andalucía.

## Características
Se trata de una iglesia de tres naves, de las cuales sobresale la central con una mayor altura y cubierta por bóveda de cañón; dos naves laterales menores contrarrestan el empuje horizontal. La nave principal posee iluminación mediante huecos acabados en arcos de medio punto, siendo ésta la única iluminación existente en el interior de la parroquia. El coro, apoyado sobre tres arcos, es rectangular y de mediana superficie sin que presente características reseñables.
Sobre la fachada principal se levanta una torre cuadrada que alberga las campanas y un reloj con cuatro esferas. La cúspide de la torre se erige en forma de prisma cubierto de azulejos.